# Pan-Amerikanische Beachhandball-Meisterschaften 2012
Die Pan-Amerikanischen Beachhandball-Meisterschaften 2012 (spanisch Campeonato Panamericano de Balonmano Playa 2012 beziehungsweise portugiesisch Pan Americanos de Beach Handball 2012) waren die fünfte Austragung der kontinentalen Meisterschaft der Amerikas im Beachhandball. Sie wurde vom 1. bis 4. März des Jahres von der Pan-American Team Handball Federation (PATHF) veranstaltet und fand zum dritten Mal in Folge nach 2004 und 2008 und zugleich das letzte Mal am breiten Sandstrand des Stadtviertels Pocitos von Montevideo in Uruguay statt.

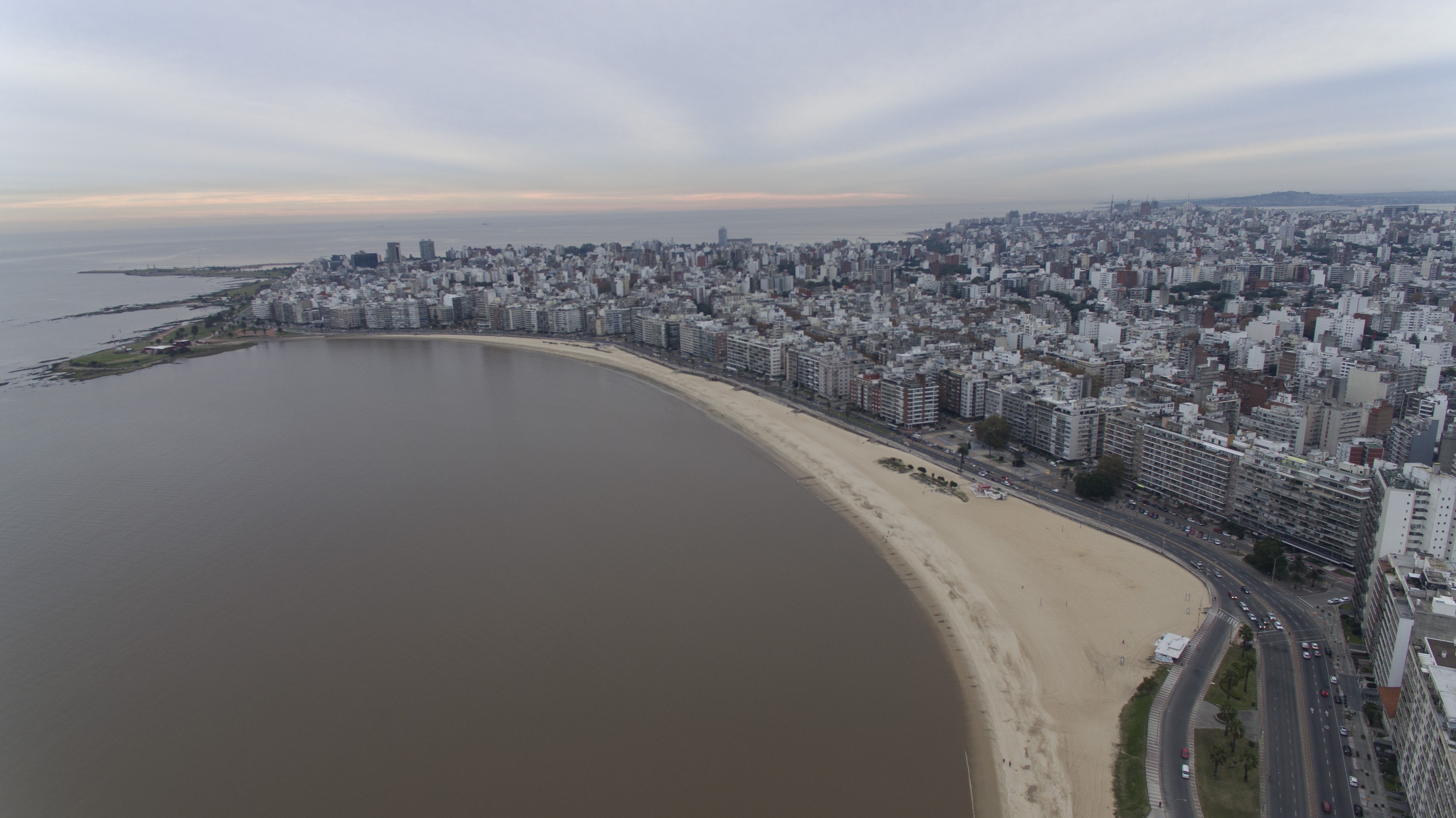
Playa Pocitos Pano

Mit sieben teilnehmenden Nationen wurde ein neuer Rekord im Rahmen der Panamerikanischen Meisterschaften aufgestellt, fünf Länder traten je Geschlecht an. Mit den Mannschaften aus Argentinien, Brasilien und Uruguay starteten drei Nationen sowohl bei den Frauen als auch bei den Männern. Im Vergleich zu 2008 waren bei den Frauen Chile und die Dominikanische Republik nicht am Start, dafür kehrte die Vertretung aus Paraguay zurück und die weibliche Nationalmannschaft der Vereinigten Staaten debütierten auf internationaler Ebene. Bei den Männern waren Ecuador und Venezuela erstmals dabei, Chile nicht mehr.
Brasilien konnte bei den Männern seine Siegesserie fortsetzen und zum fünften Mal in Folge den Titel gewinnen, bei den Frauen zum zweiten Mal. In den Finalspielen stand zudem wie schon bei den beiden vorherigen Wettbewerben und auch noch einmal 2014 Uruguay. Beide Mannschaften qualifizierten sich damit für die jeweiligen beiden Startplätze des Kontinentalverbandes bei den Weltmeisterschaften 2012.
| Frauen Details | Montevideo, Uruguay | Brasilien | 2:0 | Uruguay | Argentinien | kein Playoff | Paraguay    |
| Männer Details | Montevideo, Uruguay | Brasilien | 2:0 | Uruguay | Venezuela   | kein Playoff | Argentinien |

## Platzierungen der Mannschaften
| Nation             | Frauen | Männer |
| ------------------ | ------ | ------ |
| Argentinien        | 3      | 4      |
| Brasilien          | 1      | 1      |
| Ecuador            | –      | 5      |
| Paraguay           | 4      | –      |
| Uruguay            | 2      | 2      |
| Venezuela          | –      | 3      |
| Vereinigte Staaten | 5      | –      |
| Teilnehmerzahl     | 5      | 5      |

| Legende | Legende | Legende | Legende              |
| ------- | ------- | ------- | -------------------- |
| 1       | 2       | 3       | Podest-Platzierungen |
| 4       | 4       | 4       | Halbfinalist         |